# Théâtre du Parvis
Le Théâtre du Parvis est à la fois le nom d’une compagnie théâtrale belge et du lieu où elle s’est produite de 1970 à 1973.
Ce théâtre, fondé avec le soutien de Janine Patrick, a joué un rôle majeur dans le mouvement du Jeune Théâtre belge. Sur le plan de la mise en scène, il a révélé Marc Liebens ; sur celui des auteurs Jean Louvet ; sur celui des comédiens il a offert une Ève du Théâtre à Jacqueline Bir et marqué de jeunes acteurs comme Philippe van Kessel ; il a inspiré Jean-Marie Piemme et Michèle Fabien pour la dramaturgie. Il a influencé durablement toute une génération d’artistes et de spectateurs. Il a aussi provoqué une réflexion des pouvoirs publics, suivie de décisions, sur la différence entre théâtre et centre culturel.

## Dénomination
L'appellation « Théâtre du Parvis » fait référence au lieu géographique et à une réflexion menée par l’équipe des animateurs.
- Quant au lieu : Les fondateurs veulent d'abord s'installer dans l'ancienne Maison du Peuple[1] située sur la place du Parvis de Saint-Gilles (devant l’église du même nom) où se tient le marché quotidien ; ce bâtiment dispose à l'arrière du rez-de-chaussée d'une très grande salle qui avait servi de café et communique avec la salle de l'étage, pourvue d'une scène, où s'était tenues les réunions du Parti socialiste local, où des tribuns comme Lénine, Joseph Wauters, Émile Vandervelde et Paul-Henri Spaak avaient souvent discouru et où des spectacles populaires avaient été donnés[2]. Les problèmes de sécurité étant trop importants, le choix se porte ensuite sur un ancien cinéma, l’Élysée, situé à quelques centaines de mètres du parvis, le long de la chaussée de Waterloo, artère la plus commerçante de la commune qui aboutit à la Barrière de Saint-Gilles, important carrefour d’accès bruxellois.
- Quant à la réflexion : « Parvis » évoque l’époque où le théâtre a quitté le chœur de l’église pour être joué sur la place. « Théâtre du Parvis » rappelle aussi par ses initiales le théâtre populaire « élitaire pour tous », tel qu’il a été développé en France par les Français Antoine Vitez et Roger Planchon, et par le Belge Pierre Debauche, personnalités majeures qui ont influencé toute une génération d’artistes de théâtre. Le Parvis de Saint-Gilles et les rues avoisinantes constituent un lieu populaire où se rencontrent toutes les composantes sociales d’une commune peu éloignée du centre de Bruxelles mais défavorisée sur le plan des infrastructures culturelles, d’une commune dont la population assez jeune, de diverses nationalités, présente un profil sociologique varié — un lieu supposé propice à une décentralisation théâtrale[1].

La compagnie théâtrale, quant à elle, était appelée lors de sa première saison « Théâtre du Parvis Compagnie Jean Lefébure Marc Liebens ».

## Genèse
Jean Lefébure, « réalisateur théâtre et télévision » diplômé de l’Institut national supérieur des arts du spectacle et des techniques de diffusion (INSAS), obtient en 1968 un prix de 100 000 francs belges de la Fondation belge de la vocation pour un projet de rencontres cinématographiques en milieu populaire ; il est stagiaire chez Roger Planchon, à Villeurbanne et Pierre Debauche à Nanterre et travaille comme animateur culturel au Théâtre national de Belgique où Janine Patrick a joué.
Marc Liebens a étudié la sociologie à l’Université de Liège puis a travaillé pour les relations extérieures au Théâtre royal du Parc. Il rencontre Jacques Huisman, le directeur du Théâtre National, à Spa où il tient une boite de nuit ; engagé comme assistant du dramaturge Jean-Claude Huens pour une tournée au Liban, il rencontre Janine Patrick, considérée à l’époque comme « une des reines du théâtre belge ».
Jacques Franck, le bourgmestre socialiste de Saint-Gilles qui est à deux ans d’élections communales, désire ouvrir une infrastructure culturelle.
La rencontre de ces quatre personnes est à la base d’un projet présenté au Ministère de la Culture française en 1968 ; l’asbl Théâtre du Parvis est fondée le 1er juin 1969 et une convention de trois ans est signée avec la commune quelques mois plus tard. La commune met des locaux rénovés à la disposition de l’asbl, paie les salaires du personnel et les frais de fonctionnement jusqu’à 1 100 000 francs belges par an ; l’équipe du T.P. reste libre de sa programmation et de sa gestion.

## Infrastructure
La transformation de l’ancien cinéma, réalisée sous la conduite de l’architecte Martine Bertrand, dure six mois, coute 39 millions de francs belges et aboutit à un outil performant qui ouvre dix jours après la fin des travaux avec un spectacle, Vous vivrez comme des porcs de John Arden et une exposition d’Octave Landuyt.
La large façade comporte une série de portes vitrées, légèrement en retrait sous une fresque de Roger Somville, laissant apercevoir le long hall d’entrée dallé qui sert de salle d’exposition. De part et d’autre, deux petits bureaux, totalement vitrés, servent pour la billetterie et l’affichage. Le nom du théâtre, écrit tout en minuscules, surmonte le tout.
Au bout du hall d’exposition, à gauche et à droite, deux larges volées courbes d’escaliers mènent à la salle de spectacle. La perspective du hall se clôt par un long bureau d’accueil.
Sous la volée de gauche, des toilettes sont à la disposition du public ; après elle, en retrait par rapport au bureau d’accueil, un foyer aux murs de briques avec bar, banquettes et tables basses construites dans le même matériau accueille les spectateurs avant le spectacle et à l’entracte ; il dispose d’un accès vers les locaux techniques et vers les loges, et d’un autre, indépendant, donnant sur une autre rue ce qui va permettre de l’utiliser comme bar-discothèque après les spectacles sous l'appellation La Brique.
Avant la volée de droite se trouve le vestiaire pour le public ; après elle, une salle polyvalente sert pour les expositions, les projections de films 16 mm et les réceptions.
La salle de spectacle accueille 350 fauteuils, étagés en gradins, face à la large et profonde scène (17 mètres de largeur sur 14 de profondeur), au même niveau que le premier rang de sièges et qui n’est séparée de lui par aucun manteau d'arlequin ni aucun rideau de scène ; le sol est couvert d’un parquet qui va rapidement être peint car il se révèle glissant pour les comédiens. Un gril technique couvre la totalité du plafond et une galerie métallique qui court le long de la salle en permet l’accès aux éclairagistes. La scène dispose aussi d’un écran enroulable et de pendrillons qui la transforment en salle de cinéma pour la projection en 35 mm.
S’ajoutent à cela loges avec hautparleurs pour l'appel par micro des comédiens sur le plateau, douches, locaux techniques.
Les bureaux administratifs et l’imprimerie sont situés dans un autre immeuble, dans une rue toute proche. L’imprimerie permet l’impression des programmes, des brochures de travail, etc., dactylographiés sur stencil et ronéotypés ; l’impression des affiches est confiée à un imprimeur extérieur.

## L’équipe
La direction administrative est assurée par Jean Lefébure, la direction artistique par Marc Liebens. Janine Patrick s’occupe des relations avec la presse.
Du côté administratif, Anne Cailliez et Arlette Spanoghe sont les secrétaires aidées par Nicole Hanot, Jean Crick s’occupe de la comptabilité. Du côté technique, sous la régie générale de Claude Dominique, Jean Becker est chef machiniste, Jacques Deseck chef électricien, aidés par Philippe Pauwels.
Yvon-Marie Wauters (ex-secrétaire général du Centre dramatique de Wallonie) dirige le secteur exposition avec Brigitte Smets, Jean-Paul Hubin celui du cinéma ; il va être initié à la photographie de plateau par Daniel Frasnay, le photographe attitré. Le graphisme est assuré par Muriel Bosch et Klaus Grunwald tandis que Bernadette Prédair réalise les affiches murales. Miriam Orban s’occupe de l’information, Évelyne Paul des collectivités, Michèle Seutin et Ronald Pirson font un travail sociologique d’enquêtes permanentes.
L’équipe refuse le vedettariat : sur les documents accessibles au public, le classement des noms est alphabétique ; dans les programmes, chaque intervenant d’un spectacle est cité, même s’il n’est que figurant.
Mais d’inévitables tensions surgissent. Au début de la deuxième saison, Jean Lefébure, mettant La Baye en scène, passe le relai administratif à Marc Liebens ; le spectacle est un échec financier qui ravive les tensions. Lefébure va finir par être exclu de l’asbl le 20 novembre 1971 et Liebens va assumer la direction totale jusqu’à la fin du théâtre.

## Pôles d’activités
Le T.P. organise quatre pôles d’activités : théâtre, exposition, cinéma et animation, ce dernier secteur recoupant les trois autres. À ce titre, il agit à la fois comme un théâtre et comme un centre culturel.

« Le Parvis survient à un moment-clé de l’histoire théâtrale. Il tente une synthèse — qui se révèlera ensuite définitivement impossible — entre l’organisation d’un théâtre de rayonnement national et international, et la mise sur pied d’un Centre culturel à vocation de proximité. Après lui, les autorités délimiteront soigneusement les missions des Centres locaux ou régionaux et ces deux sphères d’activité se sépareront nettement : il y aura, d’un côté, les Foyers ou Centres culturels groupés géographiquement, et de l’autre, des jeunes compagnies toujours plus nombreuses. »

— Vincent Radermecker, Petit aperçu du Théâtre du Parvis
Pour le théâtre et le cinéma, il n’y a qu’une seule catégorie de places et un prix unique pour chaque jour de la semaine (même le samedi) ; le tarif est préférentiel pour les Saint-Gillois, les jeunes et les personnes âgées. Les spectateurs sont accueillis par des hôtesses-animatrices (et non par des ouvreuses) chargées de distribuer documentation et programme et qui ne peuvent accepter de pourboire. Le vestiaire est gratuit. Une garderie d’enfants est organisée à la demande, avec préavis d’un jour.

### Théâtre

#### Première saison
Le théâtre ouvre le 14 septembre 1970, avec Vous vivrez comme des porcs de John Arden mis en scène par Marc Liebens. Arden y traite de la différence en décrivant la difficile installation d’une communauté de nomades, les Sawney, dans un lotissement municipal d’une ville industrielle du nord de l’Angleterre représenté par les Jackson, ouvriers qui viennent d’accéder à la petite classe moyenne. Le choix de la pièce est en relation avec les composantes sociales de Saint-Gilles qui compte à l’époque 30 % d’étrangers représentant 63 nationalités ; il tient compte aussi de ce qu'Arden n’a jamais été joué en Belgique et de ce qu’il a écrit un théâtre politique qui permet une recherche sur le langage théâtral,. Liebens fait appel à Germinal Casado pour le décor et les costumes, à Micha Van Hoecke pour la chorégraphie. La distribution compte de jeunes acteurs comme Claude Koener, Nadia Gary, Claire Wauthion, Esther Loszyca et à des acteurs de renom comme Jacques Dorval, Janine Patrick, Fernand Abel, Catherine Bady, Étienne Samson, Gysèle Oudart, Idwig Stéphane, Suzy Falk, Michel Fasbender et Jacqueline Bir. Celle-ci y interprète un rôle totalement à contremploi qui lui vaut de recevoir l’Ève du Théâtre. Le spectacle, qui connait 25 représentations, est applaudi et fait scandale, il lance véritablement la jeune compagnie.
Le second spectacle, La Farce des Ténébreux de Michel de Ghelderode également monté par Liebens sort le 1er décembre 1970. Seize comédiens y participent dont de nombreux jeunes comme Philippe van Kessel et dont Germinal Casado qui signe également décor et costumes, Micha Van Hoecke réglant la chorégraphie. À l’inverse de Vous vivrez comme des porcs où le décor occupait toute la hauteur de la scène avec une construction à un étage, le plateau de la Farce présente un grand dépouillement et est totalement occupé par les acteurs. La pièce a été choisie pour son caractère théâtral et de grande fête libératrice, mais le travail théâtral en modifie la fin et la libération est faussée ; le travail gestuel et physique reste cérébral et n’aboutit pas ; un rituel, une lenteur voulue, une violence glacée découchent sur l’ennui. Le spectacle est mal reçu par un public moins nombreux et qui ne se sent pas concerné.
Le troisième spectacle, présenté à partir du 3 mai 1971, est La danse de mort d’August Strindberg monté par Jo Dua. La chorégraphie est de Jean-Pierre Bras - le Charlemagne des Quatre Fils Aymon de Béjart. Casado signe les costumes mais le dispositif scénique est celui du metteur en scène : l’immense plateau est réduit à une ouverture de 7 mètres et les comédiens (René Hainaux, Janine Patrick, Pierre Laroche, Nine Herman et Nicole Hanot) s’affrontent dans une arène de lumière. Strindberg a été peu joué en Belgique ; le T.P. veut mettre ce fait en évidence, tout autant qu'il veut prouver qu’il est « capable de réaliser un spectacle parfait. Mais le propos du T.P. n’est pas celui-là. Nous préférons faire des brouillons intéressants que des choses un peu fermées sur elles-mêmes... » dit Liebens quelques mois plus tard. Il veut en fait aboutir à des œuvres achevées mais en l’ayant inventé et souhaite y réussir dans un laps de temps de 5 à 6 ans.

#### Deuxième saison
Outre la reprise de La Danse de mort, la seconde saison du Parvis propose trois créations :
La Baye ou Un dimanche au bord de la mer de Philippe Adrien est la première mise en scène de Jean Lefébure. La pièce traite assez grotesquement du thème de la famille et constitue une concession au public ; elle est censée faire rire mais en provoquant. Le spectacle s’appuie sur une vedette parisienne, Odile Poisson ; beau mais lent, il est programmé pour 60 représentations ce qui est trop pour la jauge bruxelloise. C’est un échec financier qui ravive les tensions existantes dans l’équipe, et l’occasion de préciser les choix esthétiques, Marc Liebens ne se gênant pas pour se distancer publiquement de Lefébure.
A bientôt Monsieur Lang, par Liebens, est la première mise en scène au Parvis d’un auteur belge vivant, Jean Louvet, homme de théâtre lui-même, qui a souhaité, en écrivant cette pièce, casser l’image d’écrivain brechtien où on l’enferme et qui l’a proposée à deux reprises au Théâtre national où elle a été refusée pour « délire surréaliste ». La collaboration est forte entre les deux hommes - et se poursuivra au-delà de l’aventure du Parvis. La pièce est écrite pour les bourgeois qui vont au théâtre ; elle veut critiquer ce type de société, lui montrer ses contradictions, son repli ; elle traite du sens politique, de la place et du rôle de l’intellectuel. Le spectacle est longuement discuté entre l’auteur, le metteur en scène et le costumier Dietlind Bertelsmann avant même le début du travail scénique qui réunit René Hainaux dans le rôle de Lang, l’architecte-intellectuel-homme de gauche qui délaisse le combat social pour s’occuper du drame d’Anna (jouée par Janine Patrick), l’épouse-onzième jouet d’un médecin de ville passionné par les trains miniatures, Claude Koener dans le rôle de Vassili, le mineur-émigré grec qui doit séduire la belle et va faire trembler la ville, et 10 autres comédiens dont Catherine Bady, Étienne Samson, Philippe Van Kessel. Les 12 tableaux de la pièce sont mis en scène dans un dispositif éclaté en plusieurs lieux scéniques, avec des matériaux et des assemblages divers. L’accueil du public belge est mitigé, celui de la critique belge ambigu : les journalistes se sont ennuyés mais notent les qualités du décor et de l’interprétation ; la française Renée Saurel, quant à elle, dit tout le bien qu’elle pense du spectacle dans Les Temps modernes et des personnalités importantes du monde théâtral allemand et français, comme Bernard Dort, viennent voir le spectacle. Le trou financier se creuse davantage, mais le Parvis a mis Louvet en lumière et prend un tournant :

« C'est avec ce spectacle qui correspondit à la rupture de l'équipe avec Jean Lefébure, que nous renonçâmes à faire du « théâtre populaire » ou à conquérir un public « populaire » par le simple jeu d'un intérêt spontané. Et notre discours sur la pratique théâtrale s'en trouva modifié profondément. Il s'agirait dorénavant d'affirmer la contradiction dans laquelle nous nous trouvions, que de tenter de la masquer par de fausses concessions au répertoire qui, si elles rassuraient la critique, ne modifiaient par d'un iota la réalité socioprofessionnelle de notre public et n'aboutissaient en fin de compte qu'à bâtardiser la cohérence de notre pratique. »

— Michèle Seutin
Sauvés de Edward Bond, qui traite de la jeunesse délinquante, est la dernière pièce de la saison, dans une mise en scène intransigeante de Derek Goldby. À nouveau le Parvis traite de la réalité sociale et politique contemporaine. La pièce a été jouée au Palais de Chaillot le mois précédent et a été descendue en flamme par Jean-Jacques Gautier dans Le Figaro où il parle d’abjectes créatures, d’obscénité et de sordide, de culpabilité des acteurs, des critiques, du public qui acceptent qu’une telle pièce soit jouée. La pièce est effectivement dure - les jeunes allant jusqu’à torturer et lapider un bébé ; l’équipe du Parvis y voit au moins une qualité, celle de ne pas permettre au spectateur bourgeois de s’échapper d’« une réalité sinistre qui ne véhicule que l’affligent discours télévisé et qui renforce une totale disponibilité à la violence. »

#### Troisième saison
Mesure pour mesure. Pouvoir pour Pouvoir de William Shakespeare dans une adaptation de Paul van den Bosch, annoncé dans la brochure-programme de Sauvés pour le 9 mai 1972, n’est créé que le 19 septembre suivant dans une mise en scène iconoclaste de André Steiger et une scénographie de Claude Lemaire, qui pose au centre du plateau une gigantesque table en marqueterie offrant ainsi deux niveaux de jeu aux 26 comédiens. « Le spectacle prend comme option que quiconque, duc légitime ou duc par intérim, exerce le pouvoir, en subit les dérives et en éprouve les vices. Le spectacle est repris deux fois en Belgique et tourne en France. » Il remporte un succès comparable à celui de la Danse de mort, auprès des jeunes, des autres artistes comme auprès des critiques. Il constitue un « événement d’une importance considérable dans l’histoire de notre théâtre », « un inoubliable Mesure pour mesure d'où la nouvelle pratique théâtrale dans nos contrées est sortie comme toute la littérature russe, au dire de Dostoïevski, serait sortie du Manteau de Gogol. »
Les Trente millions de Gladiator de Philippe Gille et Eugène Labiche, avec des textes de Jean Louvet, est également mis en scène par Steiger à la fin novembre. Liebens espère que ces deux derniers spectacles vont « forcer la reconnaissance de ses choix artistiques et souder son équipe ». Les circonstances font que le Théâtre du Parvis ne connait plus d’autre saison.

### Expositions
Ce pôle est un secteur d’accueil, non subsidié.
Les expositions, qui sont parfois collectives, se succèdent quasi sans interruption. Les formes d’art sont diversifiées : peinture, lithographie, photographie, sculpture. Les plasticiens, belges et étrangers, sont fort connus — ou à connaitre.
La première exposition, montée pour le vernissage du T.P. et qui dure un mois, présente des peintures, céramiques et bijoux d’Octave Landuyt, un Gantois connu en Belgique comme à l’étranger, présent dans les collections muséales de Lugano, São Paulo et du Museum of Modern Art de New York. Landuyt réalise aussi l’affiche du spectacle d’ouverture Vous vivrez comme des porcs.
Bernard Lorjou, qui expose ensuite, dessine celle du deuxième spectacle La Farce des Ténébreux : trois têtes d’hommes patibulaires surmontant trois mains qui tiennent chacune un poignard. Roger Somville, dont une fresque orne la façade du T.P., est également exposé. Il y a donc interaction entre le secteur des expositions et les autres pôles d’activités.
Le programme de cette première saison est complété par l’exposition de photographies de la population africaine du Belge Charles Henneghien, de photo d’artistes dans leur atelier par Daniel Frasnay, de lithographies de Salvador Dalí.
Les deux saisons suivantes mettent en évidence la diversité des supports et font découvrir des univers décapants :
- les superpositions de Karel Appel ;
- les collages du groupe Coll’Art fondé par Marcel-Louis Baugniet et Jean Milo ;
- les installations du Catalan-Saint-Gillois Joan Marti ;
- les reliefs magnétiques de Françoise Kessel ;
- les peintures de Bernadette Prédair, Yvonne Mottet et Édouard Pignon ;
- les tapisseries de Edmond Dubrunfaut ;
- les sculptures de Vic Gentils ;
- etc.

### Cinéma
Le secteur cinéma est, comme celui des expositions, une activité d'accueil.
Le choix de la programmation tient compte d’une population qu’il ne faut pas choquer, du didactisme qui est souhaité, et de la volonté de montrer un cinéma contemporain. Un film grand public passe le dimanche midi, un classique le dimanche soir et une œuvre d’avant-garde le lundi (jour de relâche pour le théâtre).
| Date            | Film                     | Auteur               |
| --------------- | ------------------------ | -------------------- |
| 3 janvier 1971  | L'Extravagant Mr Ruggles | Leo McCarey          |
| 10 janvier 1971 | Spartacus                | Stanley Kubrick      |
| 24 janvier 1971 | Le Premier Maître        | Andreï Kontchalovski |
| 31 janvier 1971 | Yellow Submarine         | George Dunning       |

| Date            | Film                      | Auteur                                   |
| --------------- | ------------------------- | ---------------------------------------- |
| 3 janvier 1971  | Alexandre Nevski          | Sergueï Eisenstein                       |
| 10 janvier 1971 | King Kong                 | Merian C. Cooper et Ernest B. Schoedsack |
| 24 janvier 1971 | La Chevauchée fantastique | John Ford                                |
| 31 janvier 1971 | Citizen Kane              | Orson Welles                             |

| Date            | Film        | Auteur         |
| --------------- | ----------- | -------------- |
| 11 janvier 1971 | The Servant | Joseph Losey   |
| 18 janvier 1971 | Mickey One  | Arthur Penn    |
| 25 janvier 1971 | Mouchette   | Robert Bresson |

Des cycles thématiques présentent des films, en version originale, peu connus ou permettant d’éclairer des problèmes politiques et sociaux. La présentation de certains inédits oblige Jean-Paul Hubin à utiliser la valise diplomatique.
La première saison comporte une semaine sur le nouveau cinéma yougoslave, une quinzaine cubaine, les premières Rencontres internationales du Jeune Cinéma, un cycle Jean-Luc Godard avec 2 inédits, deux autres sur William Klein avec 5 inédits et René Clair et des projections inédites du groupe S.L.O.N. (Société pour le lancement d’œuvres nouvelles). Les Rencontres Internationales du Jeune Cinéma furent programmées les 15, 16 et 17 janvier 1971 ; quelque 30 courts et longs métrages furent projetés, le plus souvent en présence des cinéastes. Projections et débats publics voulaient promouvoir des films qui abordaient les problèmes de l’époque d’une manière non conformiste.
La deuxième saison offre, outre des cycles sur le cinéma canadien, algérien, tunisien, nord-américain, brésilien et chinois, un hommage à Jean Rouch et un autre à Luis Buñuel.
La troisième saison propose des hommages à Ingmar Bergman, à Joseph Losey, des projections consacrées aux westerns et aux Indiens et des animations cinématographiques sur les noirs dans le cinéma américain.

### Animation
Le pôle animation est le seul à recouper les trois autres secteurs. Il organise des rencontres à partir des œuvres jouées, projetées ou exposées afin de les rendre compréhensibles aux jeunes et d’éveiller leur esprit critique.
Dès avant l’ouverture du T.P., en 1969, alors que le projet est en phase en préparation, une enquête-participation a été lancée avec le soutien financier du Ministère de la culture pour établir l’inventaire des organisations et institutions de la commune, tant sur le plan politique que culturel, économique et social. Il s’agit aussi d’établir un contact avec la population pour comprendre ses besoins culturels et lui en faire prendre conscience. L’enquête, qui utilise une méthodologie expérimentée en Moselle par une équipe de sociologues français, est effectuée par des étudiants de l’INSAS, de l’IESE et de l’institut technique de l’État, formés avec l’aide de Marie-Françoise Lanfant (Centre d’études sociologiques à Paris), de Valmy Féaux de (Institut de sociologie de l’université libre de Bruxelles), de Jean Lefébure et Marc Liebens. Elle est dépouillée, traitée et suivie par Michèle Seutin, qui a travaillé à la FGTB et a collaboré au mensuel étudiant belge Le Point lancé par Jean-Claude Garot, comme d’ailleurs Ronald Pirson qui la rejoint dans l’équipe du T.P.
L’équipe souhaite créer des commissions spécialisées, obtenir l’élection de délégués qui doivent être les relais d’information du T.P. auprès de la population.
Des animations sont mises en place à l’intention des écoles et des collectivités et les artistes du T.P. participent souvent aux rencontres. Ils participent aussi, la première saison tout au moins, à des animations populaires comme celle organisée au marché de Saint-Gilles, les 12 et 13 décembre 1970 : des peintres du mouvement réaliste (Beuckens, Crivellaro, Dubrunfaut, Dulle, Goldman, Henrion, Madlener, Mandelbaum, Somville, Timper, Verhofstadt et Vervisch) distribuent des tracs pour expliquer qu’ils sont à la fois créateurs d’un objet d’art et producteurs d’une marchandise à vendre ; des comédiens de La Farce des Ténébreux, portant des éléments de costumes et des masques, rendent visite aux échoppes où pour chaque œuvre achetée (dessin ou lithographie) l’acheteur reçoit un poulet en prime.
Des questionnaires à renvoyer à l’adresse du Théâtre sont rapidement joints aux brochures-programmes des spectacles. On y demande au public :
- de se prononcer sur le fait qu’il a aimé la pièce ou non (et pourquoi) ;
- de donner son avis sur la mise en scène, le jeu des acteurs, les décors et les costumes ;
- de signaler comment il a été informé de l’existence du spectacle ;
- d’indiquer ce qui l’a influencé pour y assister (auteur, metteur en scène, acteur, thème, critiques, opinion d’amis, de collègues, d’un professeur, des parents) ;
- de juger si la pièce a une valeur politique et si oui, de dire laquelle ;
- de dire parmi les problèmes abordés dans le spectacle, ce qui lui parait essentiel et quel personnage lui parait le plus intéressant ;
- de décider si la pièce s’adresse à un public particulier et auquel ;
- de noter ce qui lui a paru obscur ou incompréhensible ;
- de répondre à une série de questions précises sur les personnages de la pièce elle-même.

Pour Mesure sur mesure, des comédiens du T.P. vont dans les écoles pour expliquer le spectacle et faire des animations.

« Pour la première fois, grâce à des diapositives, on apprend à des spectateurs à regarder un spectacle. Il ne s’agit pas seulement de présenter un texte, en l’occurrence classique, mais de décrypter des images, signes, gestes, maquillages, décor, en autant d’éléments signifiants. »

— Bernard Debroux, Ce qui touche le cœur se grave dans la mémoire
Les efforts de l’équipe d’animation ne sont cependant pas suffisants pour remplir la salle et équilibrer le budget.

## Fin du Parvis et influence
Dès la fin de la première saison, des tensions ont surgi au sein de la direction ; au début de la seconde, Jean Lefébure a été exclu et a intenté un procès. L’équipe pourtant reste remarquablement soudée jusqu’à la troisième saison où la difficile cohabitation entre les secteurs d’activité, qui ne sont pas tous subsidiés, prépare le départ de Yvon-Marie Wauters.
Sur le plan théâtral, une pratique théâtrale inspirée du théâtre critique de Bertolt Brecht, amorcée durant la deuxième saison, s’est définitivement mise en place pendant la troisième avec le travail de Steiger ; elle s’inscrit dans le théâtre épique qui s’oppose au théâtre dramatique.
Le Parvis est devenu en trois ans un théâtre d’art et d’essai, ouvert sur le monde, qui ne correspond plus aux attentes de la commune ; le travail d’animation n’a pas permis de remplir la salle de spectateurs saint-gillois ni de bourgeois bruxellois peu habitués alors à se déplacer vers une commune populaire, même si le Parvis de Saint-Gilles est à moins de 3 kilomètres de la Grand-Place de Bruxelles. Le bourgmestre Jacques Franck, attaqué au sein du conseil communal, défend longtemps le projet mais finit par jeter l’éponge d’autant que, malade, il doit quitter sa fonction. La situation financière est plus que délicate (seul le secteur cinéma n’est pas déficitaire) et si le ministre de la Culture accepte de reconduire, voir d’augmenter, le subside annuel pour la saison 1973-1974, les dettes ne peuvent être épongées et le T.P. ne peut changer de statut étant donné les arrêtés royaux de 1952 et 1957 qui ont figé la situation au profit des théâtres reconnus, et du fait qu’aucune subsidiation à long terme n’est envisagée pour le Jeune Théâtre.
Le pouvoir communal décidant de ne pas reconduire la convention de trois ans existante, le Théâtre du Parvis ferme ses portes en juin 1973 — l’asbl est dissoute le 4 janvier 1974 et la publication au Moniteur belge date du 28 février suivant. Le lieu va devenir le centre culturel Jacques Franck et ce malgré des pétitions signées par exemple par Armand Delcampe de l’Atelier théâtral de Louvain-la-Neuve et Claude Étienne du Rideau de Bruxelles mais par aucun directeur des grands théâtres subventionnés. « C’est que le Théâtre du Parvis marche sur leurs brisées ; plus d’un augure sa perte. Son tort est d’avoir mis sur pied un ensemble homogène avec les moyens, le professionnalisme, de grands noms, un répertoire et des contacts, normalement réservés aux grands théâtres. »

« Un public jeune retrouva le théâtre et se pressa au Parvis. La critique, peu accoutumée encore à cette démarche, pris les productions de la compagnie avec des pincettes. Les « grands » théâtres s’en émurent, les instances officielles aussi. Le discours politique que véhiculaient les spectacles du Parvis avait de quoi mécontenter, en effet, la social-démocratie quiète, crispée sur le problème qu’est le linguistique, qui résume la physionomie politique de la Belgique. On trouva les moyens de fermer le Théâtre du Parvis, qui incarnait l’ouverture, l’alternative. Marc Liebens se retrouva seul, sans instrument de travail, voué aux oubliettes. »

— Jacques De Decker, Profil de quatre mousquetaires
Marc Liebens, Janine Patrick, Jean Louvet vont continuer leur travail théâtral en fondant l’Ensemble Théâtral Mobile.

« S’il a été mis fin à l’expérience du Théâtre du parvis, la pratique théâtrale qui s’y est développée va avoir des répercussions profondes sur plusieurs compagnies qui vont naître dans son sillage, cette année-là et les suivantes. Comme en France, mais avec quelques années de retard, s’ouvre le règne des metteurs en scène (qui prennent le pas sur l’auteur) ; les textes de théâtre montés sont l’occasion d’un travail sur le sens (dramaturgie) et sur la forme (importance de plus en plus grande apportée à l’image scénique). »

— Bernard Debroux, Ce qui touche le cœur se grave dans la mémoire

« Lorsqu’on écrira - enfin ! - l’histoire du théâtre contemporain en Communauté française de Belgique, il faudra, pour peu que l’on veuille effectuer un travail sérieux, consacrer de longues pages à ce moment-clé que fut le travail de Marc Liebens au Théâtre du Parvis. »

— Francis Chenot, Saint-Gilles dit « OUI » à Marc Liebens

## Documentation
Les archives du Théâtre du Parvis ont été remises par Marc Liebens, fin des années 1990 aux Archives et Musée de la Littérature où elles ont été dépouillées et classées en 2000-2001. Elles comportent des affiches, des documents comptables, d'autres préparatoires aux activités, des lettres et notes, et une revue de presse importante.